# Miernik antenowy
Miernik antenowy – urządzenie pomiarowe stosowane do pomiarów sygnałów, występujących w instalacjach antenowych.
Stosowanie pomiarów miernikiem antenowym ma kluczowe znaczenie, jeśli chodzi profesjonalne wykonanie instalacji antenowych. Miernik pozwala na uchwycenie szczególnie zbyt słabych i zbyt silnych sygnałów.
Zbyt słaby sygnał powoduje śnieżenie na ekranie odbiornika TV. Zbyt silny sygnał powoduje powstawanie przesterowań w postaci nakładanego silnego obrazu na sygnał słaby.

## Podstawowe parametry sygnałów w instalacjach antenowych
- Poziom mocy sygnału w danym punkcie instalacji

Poziom mocy sygnału jest wyrażany w dBμV (telewizja naziemna) lub w dBm (telewizja satelitarna). Obie jednostki wyrażają względny poziom mocy. W przypadku dBμV mocą odniesienia jest moc jaka wydziela się na rezystancji 75 Ω po przyłożeniu napięcia 1 μV, natomiast dla dBm mocą odniesienia jest moc 1 mW. 
Każdy miernik poziomu pozwala także na pomiar średniej mocy sygnału cyfrowego. Przy takim pomiarze należy dostroić miernik do częstotliwości środkowej mierzonego kanału. Do wartości zmierzonej należy dodać wartość współczynnika korekcji odczytaną z tabelki poprawek dołączonej do miernika, zależną od szerokości pasma kanału lub ustawić miernik na tryb pomiaru sygnałów cyfrowych.
- Minimalny i maksymalny poziom sygnału na wyjściu abonenckim

Pomiar poziomu na wyjściu gniazda abonenckiego jest najprostszy i najłatwiejszy w wykonaniu i interpretacji. Sprowadza się do odczytu wskazania przyrządu. Musi on być większy niż 62 dBμV i mniejszy niż 80 dBμV. Ograniczenie dolne jest narzucone przede wszystkim przez minimalny odstęp S/N, czyli parametry szumowe głowicy wielkiej częstotliwości w odbiorniku. Ograniczenie górne jest uwarunkowane przez możliwość przesterowania wzmacniacza pośredniej częstotliwości. Praktycznie jeszcze przy poziomie 55 dBμV oraz 90 dBμV jest możliwy dobry odbiór (obie wartości zależą od konkretnego odbiornika).
- Minimalny poziom na wejściu pierwszego wzmacniacza w sieci

Podobnie jak inne poziomy poziom ten jest wymuszany przez minimalny odstęp sygnał – szum, i dla osiągnięcia dobrej jakości musi być wyższy od 53 - 56 dBμV (w zależności od pasma). Jest sprawą niezwykle istotną dla poprawnego funkcjonowania instalacji, by także przy wzroście dowolnego sygnału wejściowego o kilka dB nie nastąpiło przesterowanie któregoś z elementów aktywnych, co wymusza projektowanie instalacji z zapasem 2 - 4 dB.
- Odstęp mocy sygnału od mocy szumu S/N  (ang. Signal to Noise ratio)

Mówi on ile razy moc sygnału użytecznego jest większa od mocy szumów wzmacniacza. Na ten parametr wpływ mają: poziom na wejściu elementu aktywnego i jego współczynnik szumów, który powinien być podany w dokumentacji technicznej wraz z informacją, czy jest wartość maksymalna, czy średnia. Praktycznie zbyt mały odstęp S/N objawia się śnieżeniem oraz przy dalszym jego obniżaniu kolejno: utratą odbioru kolorowego, zanikiem głosu i zerwaniem synchronizacji. Polska Norma mówi, że minimalny S/N dla telewizji powinien wynosić 43 dB, natomiast dla radiofonii UKF–FM 55 dB.
- Pomiar odstępu sygnał – szum

Pomiar odstępu sygnał–szum jest możliwy nawet wtedy, kiedy miernik nie posiada specjalnej funkcji realizującej ten pomiar. Na początku dokonujemy pomiaru poziomu sygnału wizyjnego. Pomiaru tego dokonujemy w miejscu, w którym chcemy ustalić odstęp S/N i przy obecności wszystkich sygnałów użytecznych. Następnie odłączamy tor antenowy od wejścia instalacji, załączamy rezystor zakończeniowy, po czym odstrajamy miernik o 2 MHz od częstotliwości nośnej i odczytujemy drugą wartość. Różnica obu wartości jest poszukiwanym odstępem S/N. Zaleca się, aby drugi pomiar był przeprowadzany przy braku sygnałów użytecznych, należy też wykluczyć zakłócenie spoza sieci kablowej.
Podobnie dokonywane są pomiary w zakresie pierwszej pośredniej częstotliwości satelitarnej (950 - 2150 MHz).
- Odstęp częstotliwości nośnej do szumu C/N (ang. Carrier to Noise ratio)

Ten parametr mówi, ile razy moc częstotliwości nośnej jest większa od mocy szumów wzmacniacza. Jest on istotny w systemach satelitarnych z modulacją częstotliwości (analogowe programy satelitarne) i fazy (np. QPSK – stosowany w satelitarnej telewizji cyfrowej). Wyliczenie odstępu sygnał–szum na podstawie odstępu nośna–szum jest możliwe z odpowiedniego wzoru opisującego charakterystykę demodulatora FM (można go znaleźć w każdej publikacji poświęconej telewizji satelitarnej, a szczególnie bilansowaniu łącza satelitarnego np. D. J. Bem “Telewizja satelitarna”).
Prawidłowy odbiór programów z modulacją FM, czyli analogowych wymaga by C/N było nie mniejsze niż 5 - 10 dB, natomiast w przypadku programów z modulacją QPSK, cyfrowych 7 - 12 dB. W przypadku satelitarnych instalacji zbiorczych odstęp C/N powinien wynosić 16 dB (przy braku opadów deszczu). Pomiar odstępu sygnał–nośna jest możliwy dzięki specjalnej funkcji lub procedurze pomiarowej podobnej do opisanej powyżej.
- Bitowa stopa błędów BER (ang. Bit Error Ratio)

Bitowa stopa błędów BER jest parametrem decydującym o jakości i możliwości odbioru programów nadawanych cyfrowo (np. z modulacją QPSK, jaka jest stosowana w systemie DVB (ang. Digital Video Broadcasting). Praktycznie musi być ona większa od 10-3 by odbiór był w ogóle możliwy, natomiast wartość 10-9 gwarantuje odbiór idealny, co odpowiada orientacyjnie wartości C/N równej odpowiednio 
7 dB i 12 dB. 
Bitowa stopa błędów równa 10-9 oznacza, że tylko jeden na miliard przesłanych bitów może być przekłamany. Ze względu na stosowanie FEC (ang. Forward Error Correction, korekcja błędów) wartość BER zapewniająca poprawną jakość odbioru jest zmienna. Pomiar jest dokonywany miernikiem ze specjalną funkcją pomiaru BER. Bitowa stopa błędów jest ściśle powiązana z odstępem C/N, tzn. jest możliwe przy znajomości C/N obliczenie BER, lecz praktycznie ze względu na tzw. straty implementacji. Ponieważ niedoskonałość urządzeń jest bardzo trudna do przewidzenia w teoretycznych rozważaniach, więc wynik takiego szacunku jest obarczony pewnym błędem.
- Różnica poziomów sygnałów użytecznych

W całym zakresie częstotliwości poziomy nie powinny się różnić więcej niż o 10 dB (lub 12 dB według zalecenia Ministerstwa Łączności). Ze względu na ograniczoną selektywność odbiorników należy unikać rozprowadzania sygnałów w sąsiednich kanałach, a jeśli jest to niemożliwe to poziomy kanałów sąsiednich powinny się różnić mniej niż o 3 dB. W zakresie 60 MHz ta różnica powinna być mniejsza niż 6 dB. Ustawienie możliwie zbliżonych poziomów programów jest jednym z ważniejszych etapów regulacji.
- Odstęp nośnej wizji od podnośnej fonii (ang. carrier to subcarrier ratio)

Jest to parametr określający o ile podnośna fonii ma niższy poziom od nośnej wizji, powinien on wynosić 10 dB, choć coraz częściej przyjmuje się, iż wartością pożądaną jest 16 dB. W przypadku przesyłania drugiej podnośnej fonii jej poziom musi być obniżony o 20 dB (lub 18 dB). Zbyt duży odstęp powoduje pogorszenie jakości dźwięku, natomiast za mały wywołuje zakłócenia obrazu. Parametr ten jest szczególnie ważny w sieciach kablowych z przesyłaniem programów w kanałach sąsiednich, czyli bez odstępu kanałowego.

## Analizator widma
Osobnym aspektem pomiarów jest wykorzystywanie analizatora widma. W praktyce jest on najbardziej przydatny do:
wyszukiwania sygnałów pasożytniczych np. wynikających z nieliniowości wzmacniaczy, harmonicznych generatorów w modulatorach czy wreszcie będących efektem złej pracy głowicy telewizyjnej,
oceniania separacji polaryzacji,
regulacji kąta skręcenia konwertera,
testowania multiswitchy.
bardzo szybkiej, choć nie tak dokładnej jak przy zwykłym pomiarze regulacji poziomu w zestawach wkładek kanałowych czy paneli satelitarnych,
ustalania, czy źródłem sygnałów niepożądanych jest wzmacniacz, czy odbiornik. 
Kolejna przydatną funkcją, którą oferują mierniki wysokiej klasy jest możliwość obserwacji impulsu synchronizacji poziomej. Jego kształt, a dokładnie jego różnica w porównaniu z kształtem idealnym (prostokątnym) informuje o wielkości zakłóceń wielodrogowych. Obserwując impuls synchronizacji można bardzo precyzyjnie ustawić antenę odbiorczą tak, by wpływ sygnałów odbitych był najmniejszy przy możliwe dużym poziomie sygnału.
Dokonywanie pomiarów wraz z prowadzeniem dokumentacji upraszcza proces regulacji i ułatwia znalezienie miejsca usterki nawet po dłuższym czasie. Dokumentacja jest też podstawą do uzasadnienia dlaczego jakość obrazu nie jest idealna, np. w przypadku kiedy odległość od nadajnika nie jest duża, ale ze względu na przeszkody terenowe sygnał jest słaby i dodatkowo z zakłóceniami wielodrogowymi, co w sposób obiektywny bez pomiarów jest niemożliwe.
Czołowymi producentami mierników antenowych są:
- Rohde & Schwarz(inne języki) (Niemcy)
- Promax (Hiszpania)
- Unaohm (Włochy)
- Televes (Hiszpania)